# Eva Schloss
Eva Geiringer Schloss, MBE (n. 11 mai 1929, Viena, Republica Austriacă) este o memorialistă evreică supraviețuitoare a Holocaustului și fiica vitregă a lui Otto Frank, tatăl lui Margot și Anne Frank.

## Biografie
La scurt timp după anexarea Austriei de către Germania Nazistă în 1938, familia Geiringer a emigrat în Belgia și în cele din urmă în Țările de Jos. Au locuit la Amsterdam și au fost vecini cu familia Frank, iar Eva și Anne Frank s-au cunoscut. După ce s-a ascuns timp de doi ani, familia de evrei a fost denunțată și capturată în mai 1944 de către naziști, care au transportat-o în lagărul de concentrare Auschwitz-Birkenau. Tatăl și fratele ei nu au supraviețuit calvarului, dar ea și mama ei au fost eliberate în ianuarie 1945 de către trupele sovietice. S-au întors de la Amsterdam, în Țările de Jos, unde Eva și-a continuat școlarizarea și apoi a studiat istoria artei la Universitatea din Amsterdam. În noiembrie 1953, mama ei, Elfriede (1905-1998), s-a căsătorit cu Otto Frank, tatăl Annei și a lui Margot Frank, care muriseră în 1945 în lagărul de concentrare Bergen-Belsen.
Schloss a susținut conferințe despre experiența familiei ei în timpul Holocaustului la numeroase instituții de învățământ. Pentru devotamentul ei în promovarea valorilor umane și combaterea rasismului și a urii, Universitatea Northumbria din Anglia i-a acordat în anul 2001 titlul de doctor honoris causa.
Eva Schloss este cofondatoare a fundației Anne Frank Trust UK. Dramaturgul american James Still a descris experiențele sale ca tânără evreică persecutată în piesa And Then They Came for Me – Remembering the World of Anne Frank (2000). Schloss are trei fiice și trăiește la Londra. Soțul ei, Zvi Schloss, un refugiat din Germania Nazistă, al cărui tată a fost deportat la Dachau, a murit pe 3 iulie 2016.
Într-un articol publicat pe 27 ianuarie 2016 în revista americană Newsweek, de Ziua Internațională de Comemorare a Victimelor Holocaustului, Eva Schloss l-a comparat pe Donald Trump (pe atunci candidat republican la președinția SUA) cu dictatorul german Adolf Hitler, acuzându-l că, prin comportamentul său, incită la rasism.

## Lucrări
- Eva's Story
- The Promise
- After Auschwitz
- Hell and Back